# Hylarana tytleri
Hylarana tytleri är en groddjursart som beskrevs av Theobald 1868. Hylarana tytleri ingår i släktet Hylarana och familjen egentliga grodor. IUCN kategoriserar arten globalt som livskraftig. Inga underarter finns listade i Catalogue of Life.